# Kelberg
Kelberg település Németországban, Rajna-vidék-Pfalz tartományban. Lakosainak száma 2094 fő (2023. december 31.).

## Fekvése
A B 257-es út mellett, Schönbachtól északra fekvő település.

## Története
Kelberget nevét 1195-ben említették először az írásos forrásokban, de területe már előtte is lakott hely volt. A környéken feltárt legfontosabb leletek szerint előtte a területet már a rómaiak is lakták.
A 13.-14. században a terület urai egy ideig a Gerhard von Kelberg lovagok voltak: 1216-ban Kelberg-i Theodericus, 1301-ben pedig Gerhard von Kelberg voltak említve.
A 18. század végéig Kelberg Daunhoz tartozott. A francia forradalmi csapatok által a Rajna bal partja elfoglalása után Kelberg 1798 és 1814 között Ulmen kantonba tartozott, a Rajna-Mosellei részen. A bécsi kongresszuson (1815) tett megállapodásoknak köszönhetően a régió Prussia Királyságba került. Az önkormányzat az Adenau kerületben (Koblenz körzet) tartozó polgármester székhelye volt. Kelberg polgármestere 28 közösséget irányított.
A második világháború alatt Kelberget sem kímélték a bombázások. 1945. január 16-án 36 szövetséges bombázó bombázta Kelberget, a városközpont kétharmadát pusztítva el. Ma egy háborús temető a Kelberg melletti Schwarzenbergnél emlékeztet ezekre az áldozatokra.
1970. január 1-jén a négy független önálló közösség: Hünerbach (82 lakos), Köttelbach (146 E.), Rothenbach (127 E.) és Zermüllen (182 E.) olvadtak be Kelbergbe.

## Galéria

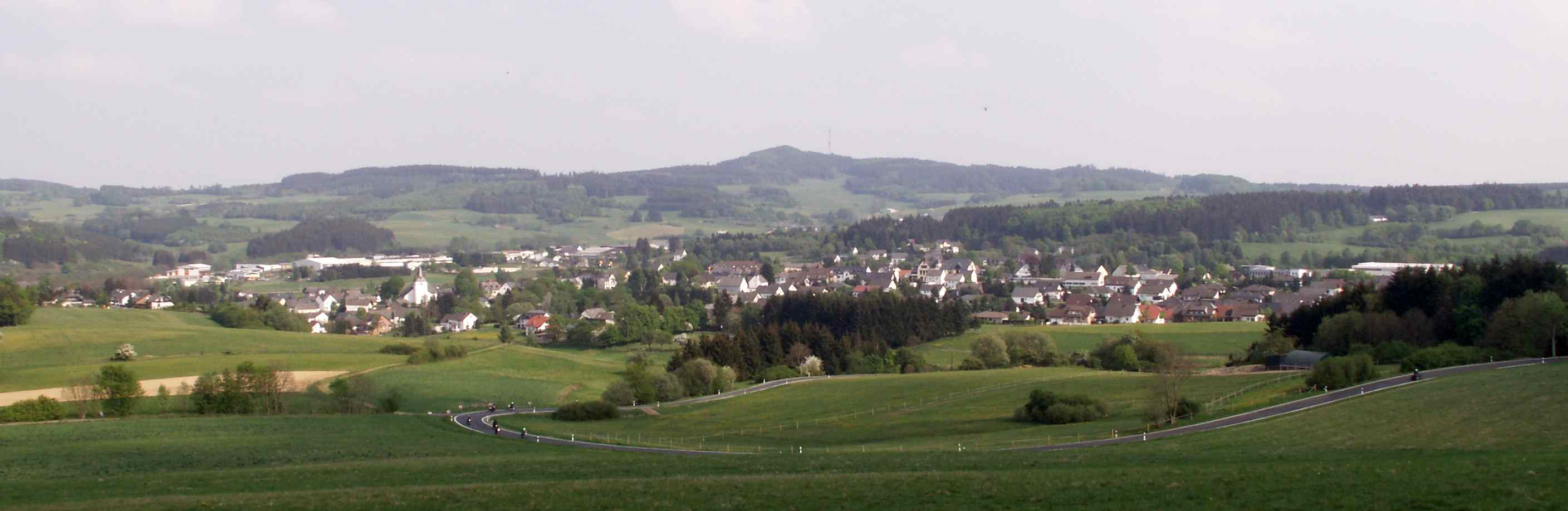
Kelberg látképe
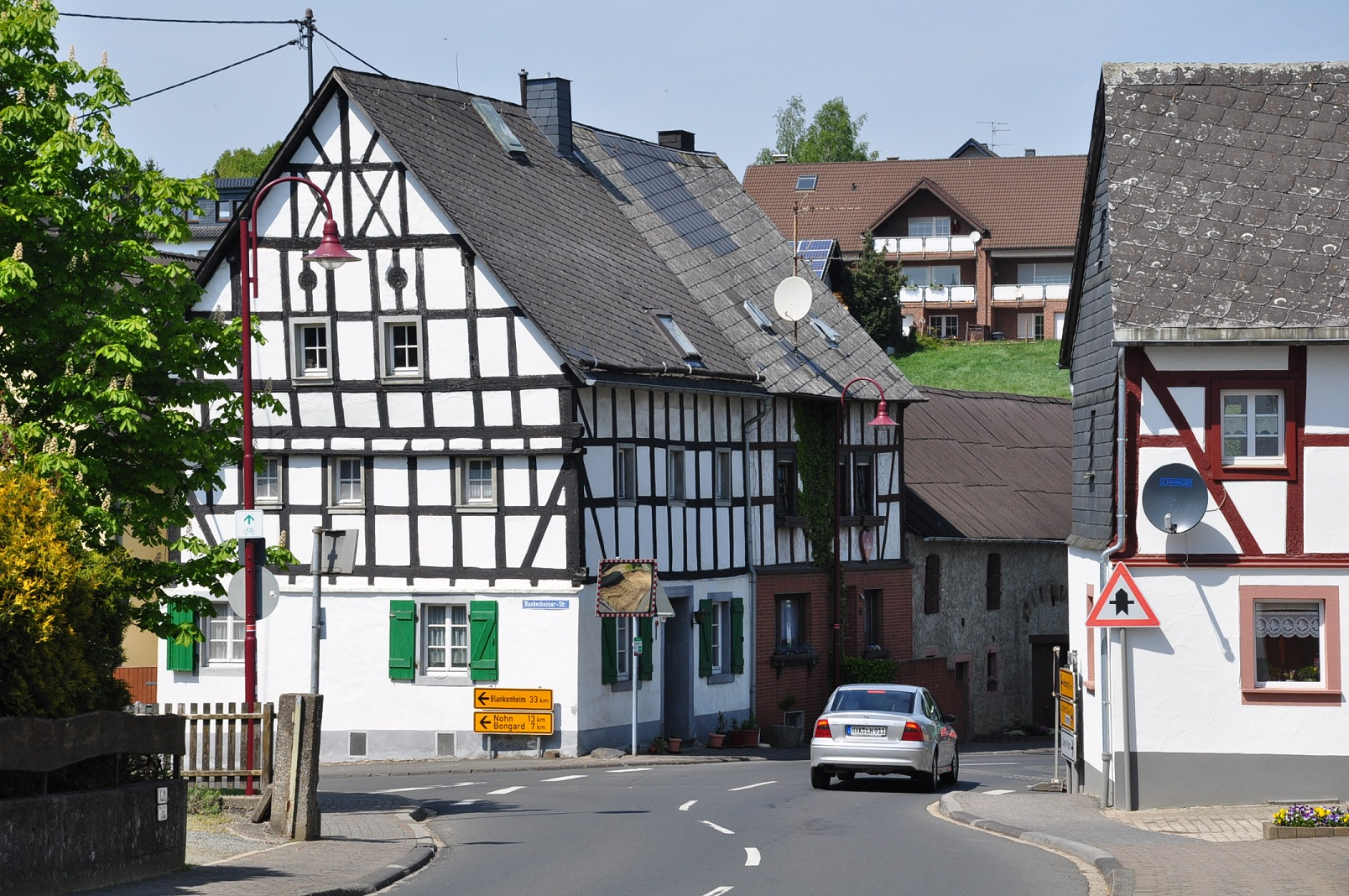
Kelberg
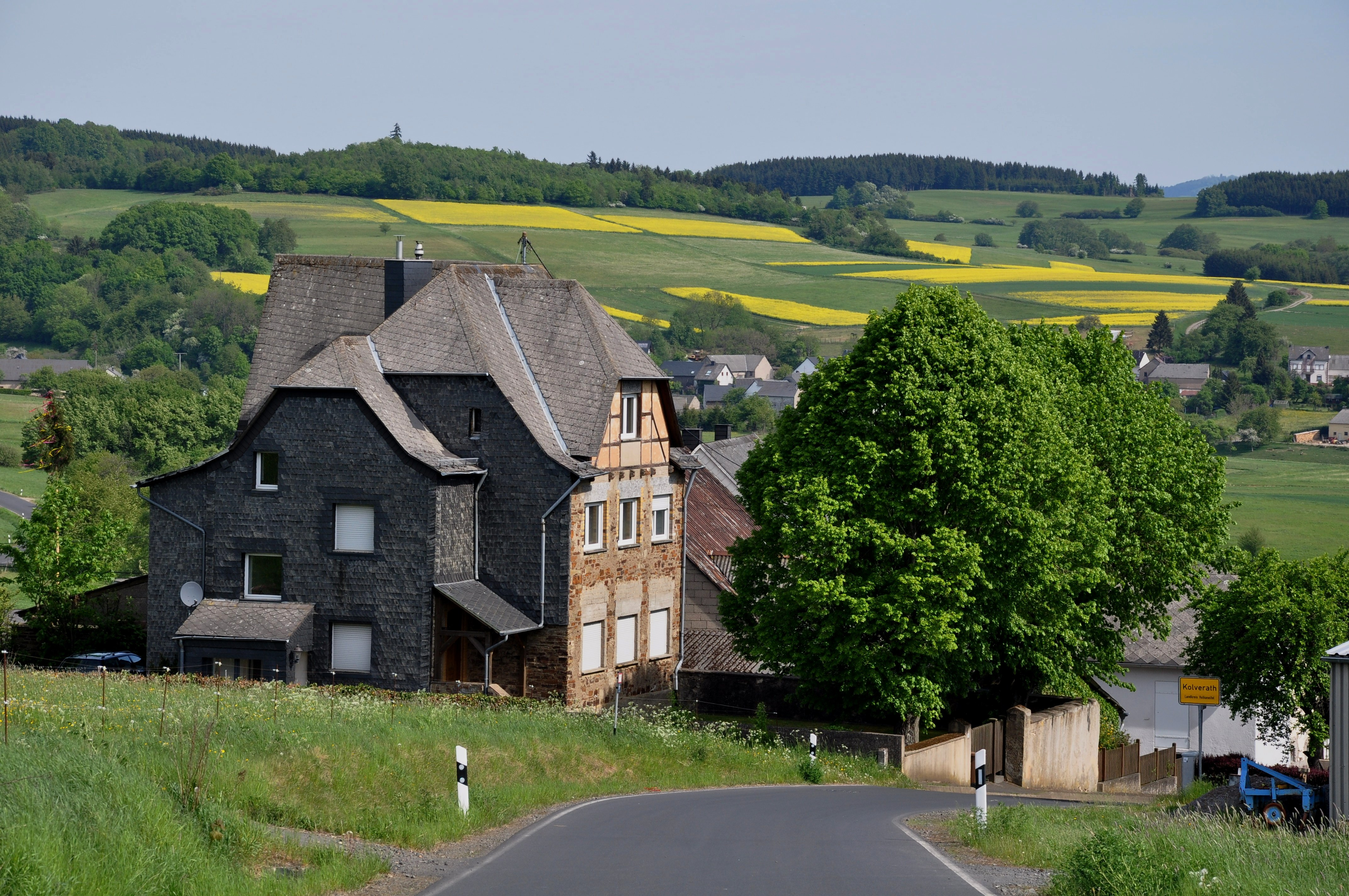
Kelberg, részlet
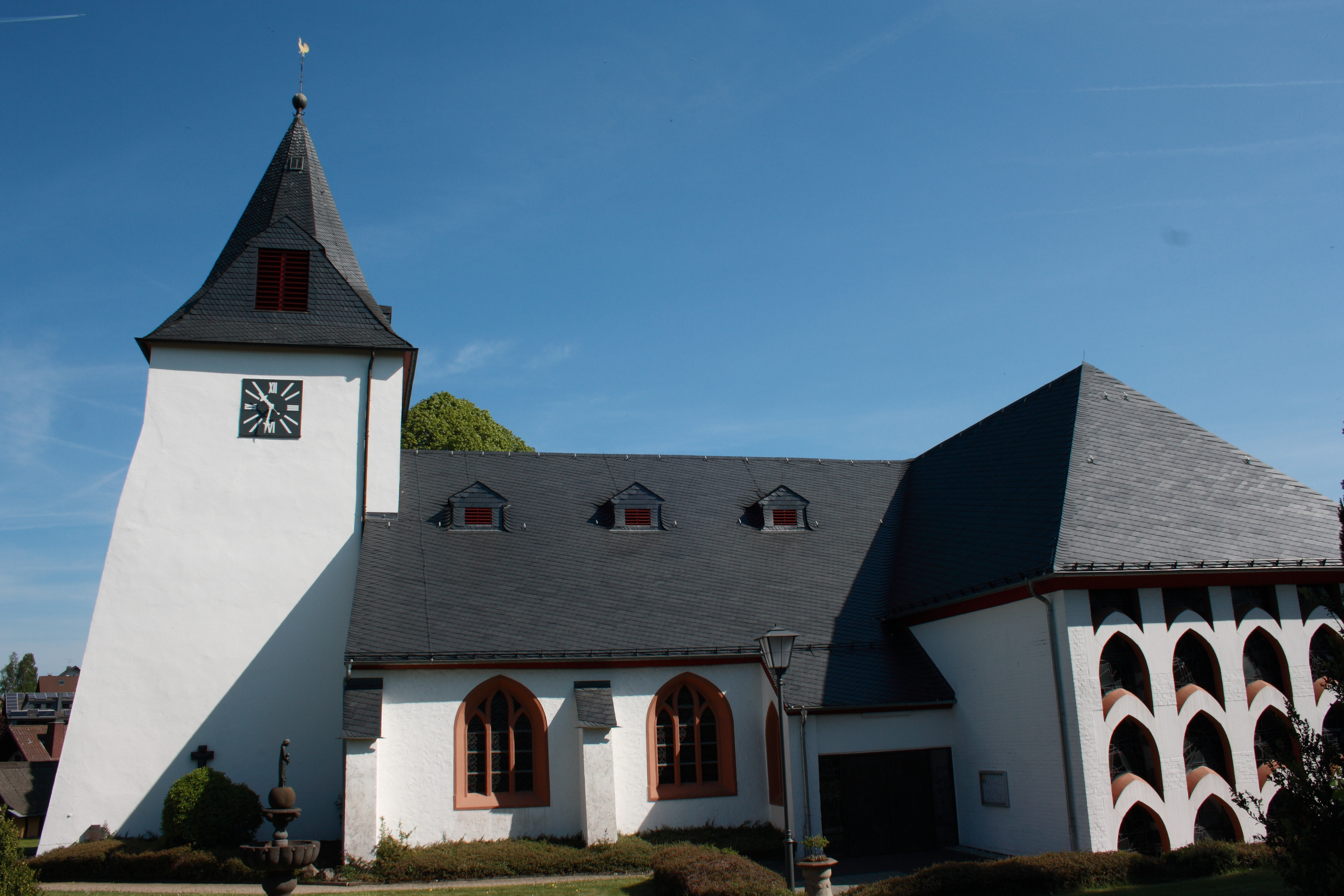
Kelberg St. Vinzenz templom
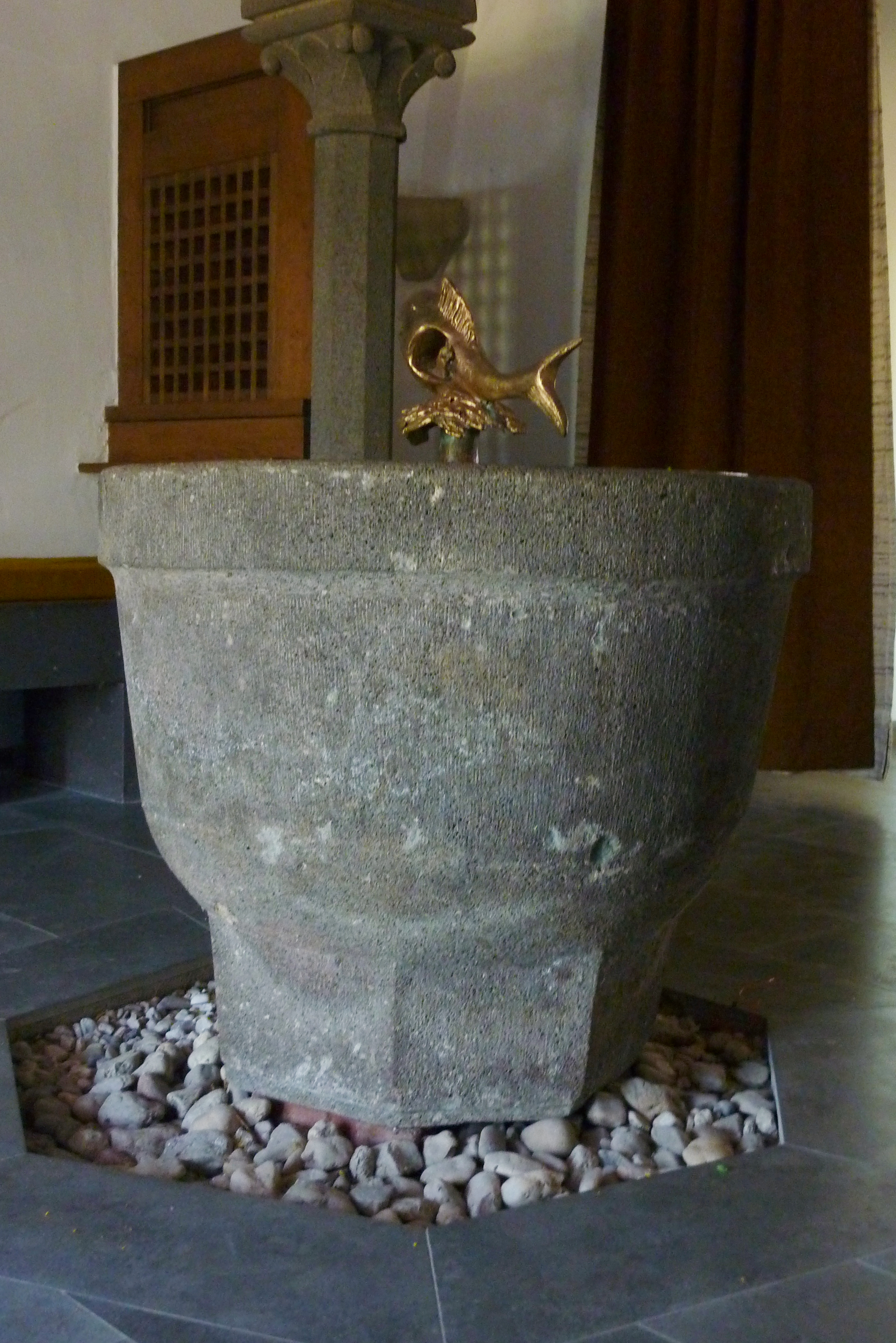
Kelberg St. Vinzenz templom, részlet
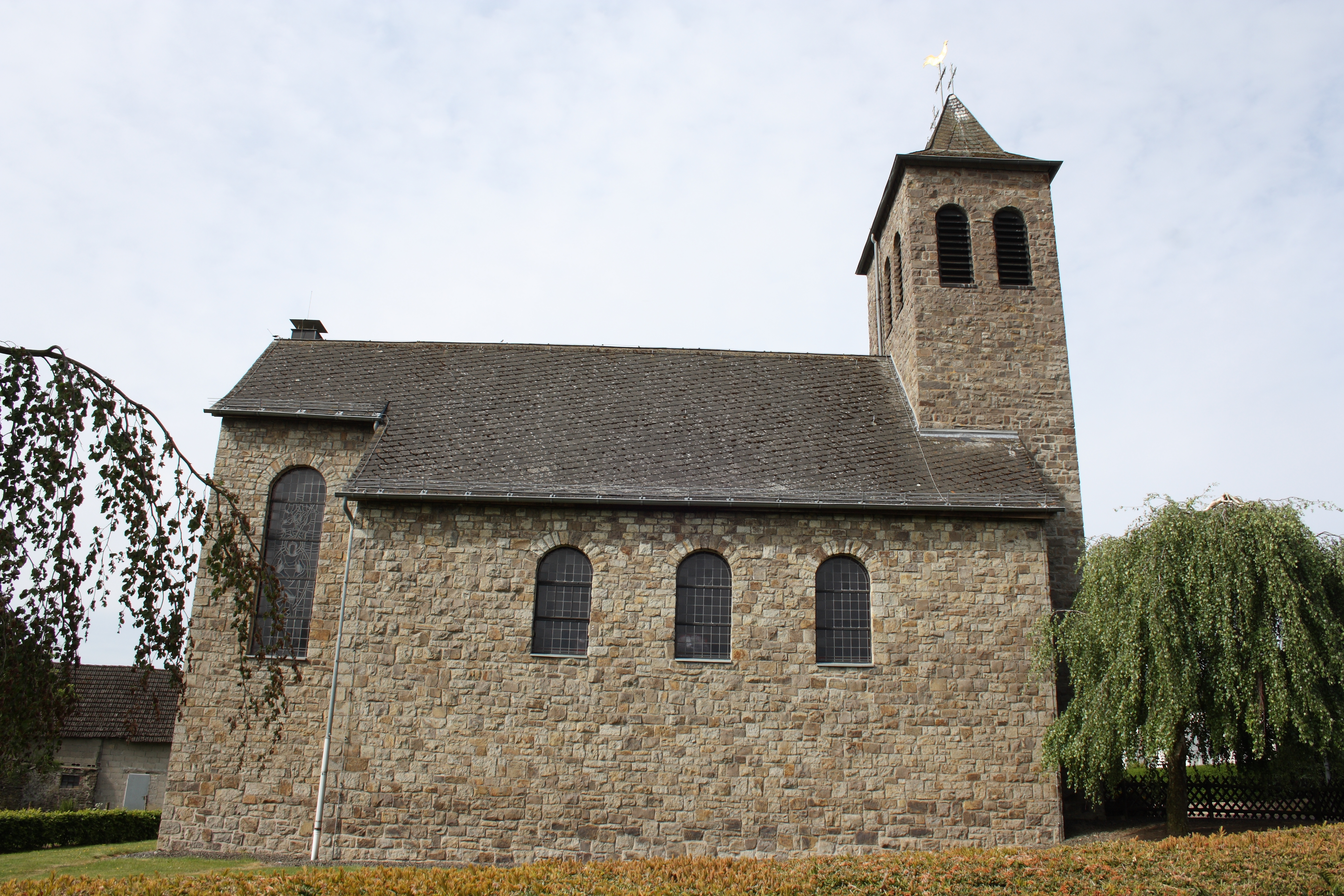
Mariä Himmelfahrt templom
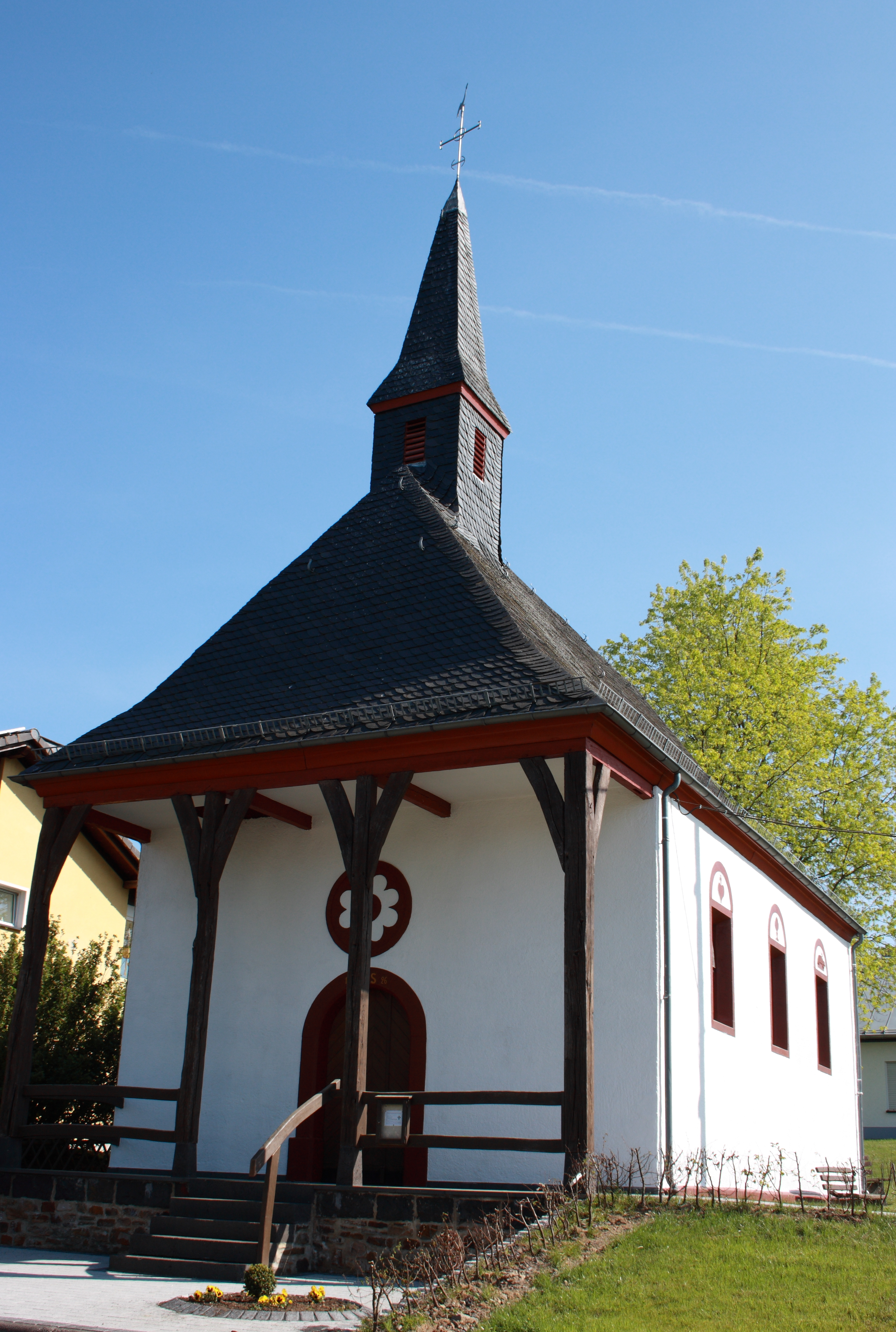
St. Maria Magdalena templom
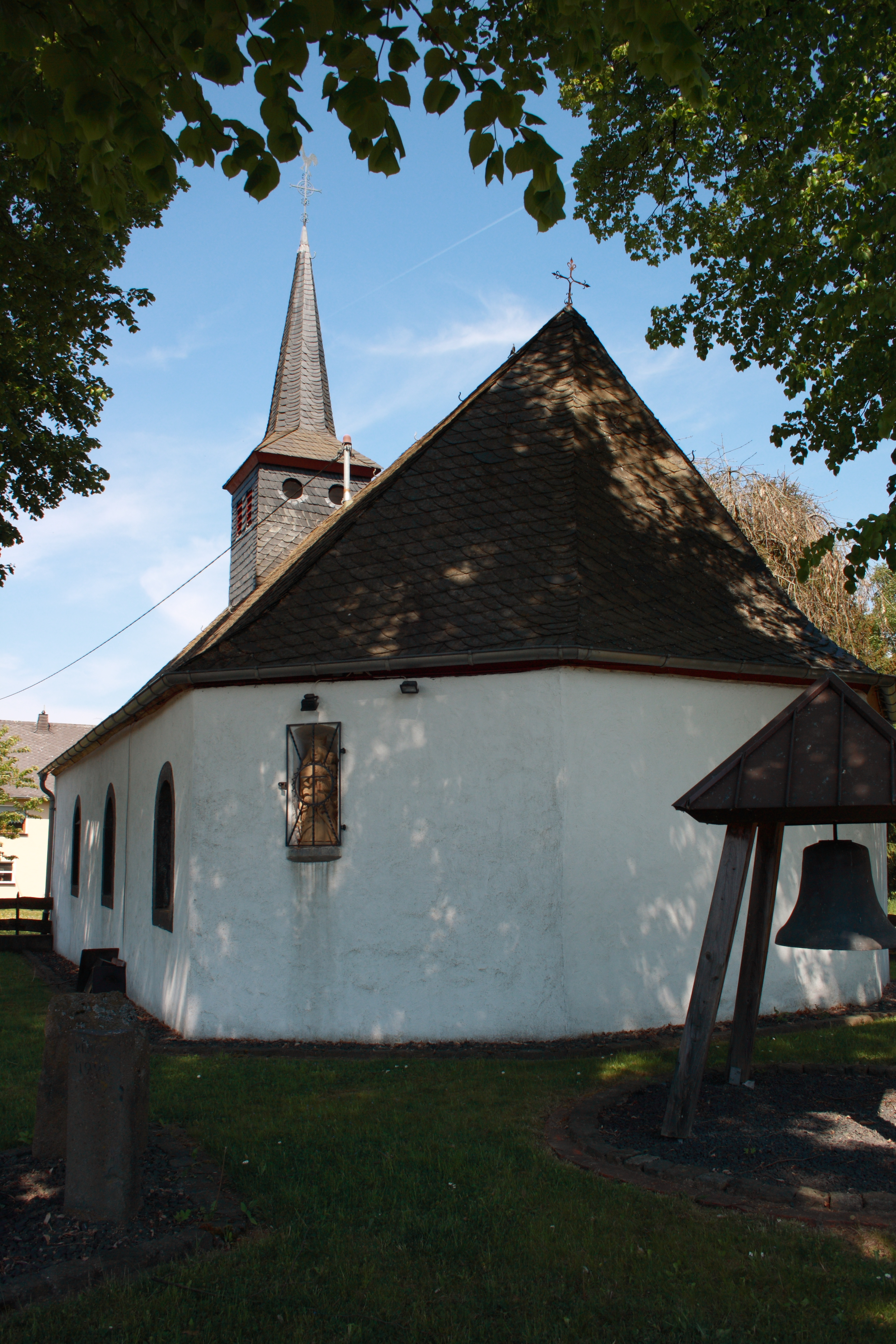
St. Matthias templom

## Népesség
A település népességének változása:
| Lakosok száma | 1393 | 2058 | 2048 | 2033 | 2054 | 2094 |
|               | 1975 | 2017 | 2019 | 2021 | 2022 | 2023 |